# Repubblica Democratica Finlandese
La Repubblica Democratica Finlandese (in finlandese Suomen kansanvaltainen tasavalta, in svedese Demokratiska Republiken Finland, in russo Финляндская Демократическая Республика) fu uno stato fantoccio sovietico di breve durata, situato nella piccola parte della Finlandia occupata dall'Unione Sovietica. Il suo governo era noto col nome di Governo di Terijoki, dal nome della prima città conquistata dall'Armata Rossa in Finlandia.
La Repubblica Democratica Finlandese venne fondata da Iosif Stalin allo scoppio della guerra d'inverno e guidata da Otto Wille Kuusinen per governare la Finlandia dopo la conquista sovietica. La Repubblica Democratica Finlandese era riconosciuta solo dall'Unione Sovietica e operava nominalmente nelle aree occupate dai sovietici della Carelia finlandese dalla capitale de facto di Terijoki. La Repubblica Democratica Finlandese venne descritta dall'Unione Sovietica come il governo socialista ufficiale della Finlandia in grado di ristabilire la pace, ma perse il favore quando i sovietici cercarono il riavvicinamento con il governo finlandese. La Repubblica Democratica Finlandese venne sciolta e fusa nella RSS Carelo-Finlandese alla firma del trattato di pace di Mosca.

## Creazione

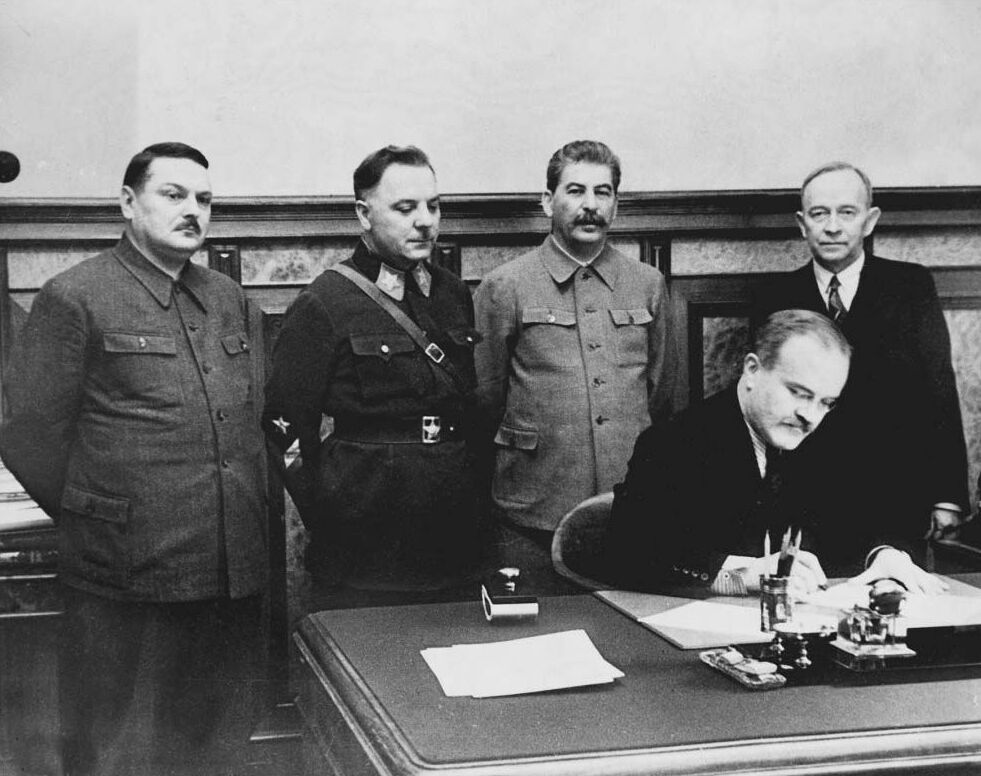
Vjačeslav Molotov firma un accordo tra l'URSS e la Repubblica Democratica Finlandese di fronte a Andrej Ždanov, Kliment Vorošilov e Iosif Stalin. Otto Wille Kuusinen, il primo ministro e capo del governo, sul lato destro dell'immagine.

La Repubblica Democratica Finlandese venne fondata il 1º dicembre 1939 nella città di confine finlandese di Terijoki (l'attuale Zelenogorsk, San Pietroburgo, Russia), un giorno dopo l'inizio della guerra d'inverno. Terijoki fu la prima città in Finlandia conquistata dall'Armata Rossa dopo l'invasione sovietica e il nuovo governo vi s'insediò come capitale de facto. Il regime della Repubblica Democratica Finlandese era comunemente noto con il nome colloquiale di Governo di Terijoki (in finlandese Terijoen hallitus, in svedese Terijokiregeringen), ma ufficialmente il governo era chiamato Governo Popolare Finlandese (in finlandese Suomen kansanhallitus, in svedese Finlands folkregering). Nella storiografia finlandese, il governo è occasionalmente chiamato anche Governo Kuusinen (in finlandese Kuusisen hallitus, in svedese Kuusinenregeringen).
Otto Wille Kuusinen venne scelto come primo ministro e capo del governo. Il gabinetto di Kuusinen era composto da cittadini sovietici e finlandesi di sinistra che erano fuggiti nella Russia sovietica dopo la guerra civile finlandese. Una dichiarazione rilasciata tramite TASS a nome della Repubblica Democratica Finlandese affermava: "Il Governo Popolare nella sua attuale composizione si considera un governo provvisorio. Immediatamente dopo l'arrivo a Helsinki, capitale del paese, sarà riorganizzato e la sua composizione ampliata con l'inclusione di rappresentanti dei vari partiti e gruppi che partecipano al Fronte Popolare dei Lavoratori.La composizione finale del Governo Popolare, i suoi poteri e le sue azioni, sono da essere sanzionati da una Dieta eletta sulla base del suffragio diretto universale uguale a scrutinio segreto." Il ministro degli esteri sovietico Vjačeslav Molotov parlò con l'ambasciatore tedesco presso l'Unione Sovietica il 30 novembre, un giorno prima della proclamazione della Repubblica Democratica Finlandese, dicendo: "Questo governo non sarà sovietico ma una repubblica democratica. Nessuno istituirà soviet lì, ma speriamo che sarà un governo con cui possiamo raggiungere un accordo sulla salvaguardia della sicurezza di Leningrado."

## Relazioni con l'Unione Sovietica
Il governo sovietico entrò in relazioni diplomatiche con il governo della Repubblica Democratica Finlandese subito dopo la sua creazione. Il primo giorno della sua esistenza, il regime di Kuusinen accettò di affittare la penisola di Hanko; cedere una fetta di territorio sull'istmo della Carelia; e vendere un'isola nel golfo di Finlandia, insieme a sezioni del Kalastajasaarento vicino all'Oceano Artico all'Unione Sovietica.
Il 2 dicembre 1939, Kuusinen e Molotov firmarono un accordo di mutua assistenza e un protocollo segreto a Mosca. Il contenuto dell'accordo era molto simile a quello che il Ministero degli esteri sovietico aveva pianificato all'inizio dell'ottobre 1939, sebbene non fosse mai stato presentato al governo finlandese. Secondo il nuovo accordo, l'Unione Sovietica avrebbe ceduto un'area molto più vasta, la Carelia orientale, fatta eccezione per la ferrovia di Murmansk, in cambio degli stessi territori che i sovietici avevano richiesto in negoziati precedenti dalla Repubblica di Finlandia.
Una precedente bozza dell'accordo di Mosca era stata firmata dieci giorni prima a Petrozavodsk da Andrej Ždanov per l'URSS e Kuusinen per la Repubblica. L'accordo Molotov-Kuusinen prevedeva l'affitto della penisola di Hanko e la determinazione del numero di soldati da nominare in un accordo separato. Prima degli anni '90, gli storici potevano solo speculare sulla sua esistenza e sul suo contenuto. Nel 1997, durante un progetto congiunto russo-finlandese, il professore russo Oleg Rzesevski scoprì il protocollo nel Cremlino. Il contenuto è abbastanza simile ai protocolli firmati dall'Unione Sovietica con Estonia, Lettonia e Lituania nel settembre-ottobre 1939.

## Reazioni internazionali
La Repubblica Democratica Finlandese non riuscì ad ottenere il sostegno tra i lavoratori finlandesi come sperava l'Unione Sovietica. Invece, di fronte all'invasione, la società finlandese divenne fortemente unita in quello che viene chiamato lo "spirito della guerra d'inverno". La Repubblica Democratica non riuscì neanche ad ottenere alcun riconoscimento internazionale a parte la stessa Unione Sovietica, sebbene un certo numero di eminenti attivisti e scrittori di sinistra come Jawaharlal Nehru, George Bernard Shaw, Martin Andersen Nexø e John Steinbeck avessero espresso il loro sostegno per il governo. Nella Germania nazista, i giornali di stato diedero il loro sostegno alla Repubblica Democratica a causa del Patto Molotov-Ribbentrop.
Iosif Stalin era ben consapevole della situazione politica interna in Finlandia sulla base delle informazioni dell'intelligence sovietica e quindi non prevedeva che l'istituzione della Repubblica Democratica avrebbe causato alcuna azione rivoluzionaria o insurrezione popolare contro l'attuale governo finlandese.
Il governo Kuusinen venne ufficialmente riconosciuto dall'Unione Sovietica e dagli Stati satellite sovietici della Repubblica Popolare Mongola e della Repubblica Popolare di Tuva.

## Dissoluzione
I sovietici avevano iniziato sempre più a cercare il riavvicinamento con il governo finlandese durante il corso della guerra d'inverno ed il regime di Kuusinen cadde in disgrazia. Sebbene i sovietici avessero catturato i due terzi dell'istmo careliano, le perdite furono molto elevate e l'imminente disgelo primaverile minacciava la loro offensiva. Entrambe le parti erano esauste per la guerra, ma i sovietici avevano il sopravvento e riuscirono a spingere i finlandesi alla pace alle condizioni sovietiche. Il 12 marzo 1940, il trattato di pace di Mosca venne firmato tra la Finlandia e l'Unione Sovietica, ponendo fine alle ostilità la mattina seguente. Secondo i termini del trattato, la Finlandia cedette il 9% del suo territorio all'Unione Sovietica, sebbene il tentativo dei sovietici di conquistare la Finlandia fosse fallito. Successivamente, la Repubblica Democratica Finlandese divenne obsoleta e si fuse con la RSSA Careliana all'interno della RSFSR per formare la nuova RSS Carelo-Finlandese, una Repubblica sovietica a sé stante, dopo che la Finlandia aveva ceduto le aree specificate nel trattato all'Unione Sovietica.

## Governo di Terijoki
| Ministro                                                  | Durata impiego        |
| --------------------------------------------------------- | --------------------- |
| Presidente e ministro degli Esteri Otto Wille Kuusinen    | 2.12.1939 – 12.3.1940 |
| Vicepresidente e ministro dell'Economia Mauritz Rosenberg | 2.12.1939 – 12.3.1940 |
| Ministro della Difesa Akseli Anttila                      | 2.12.1939 – 12.3.1940 |
| Ministro dell'Interno Tuure Lehén                         | 2.12.1939 – 12.3.1940 |
| Ministro dell'Agricoltura Armas Äikiä                     | 2.12.1939 – 12.3.1940 |
| Ministro dell'Educazione Inkeri Lehtinen                  | 2.12.1939 – 12.3.1940 |
| Ministro degli Affari Careliani Paavo Prokkonen           | 2.12.1939 – 12.3.1940 |